# 张志刚 (1932年)
张志刚（1932年10月—2022年1月20日），男，河北南和人，中华人民共和国政治人物，曾任中共河南省委常委，河南省人民政府常务副省长，中共河南省委秘书长、政法委书记，河南省人大常委会副主任。

## 生平
1949年在河南省周口市参加革命工作，同年加入中国共产党。曾任中共周口市委办公室副主任。1955年后，历任中共河南省委办公厅、财贸部干事，光山县公社书记、县委办公室主任、副县长，中共驻马店地委办公室副主任。文化大革命开始后在五七干校劳动。1971年恢复工作，历任周口地区革命委员会生产指挥组干部、秘书科长，办公室副主任、主任，河南省革命委员会财贸办副处长。1979年后，历任中共周口地委副秘书长、秘书长，中共开封地委副书记。1983年后，历任中共河南省委副秘书长、政策研究室主任，中共开封市委书记、军分区第一政委。1984年8月，任中共河南省委秘书长。1985年5月，任河南省人民政府常务副省长。1988年1月，任中共河南省委政法委员会书记。1990年11月，补选为河南省人大常委会副主任。1998年6月离休。2022年1月20日8时55分在郑州逝世。